# Kevin Cone
Kevin Lamar Cone (Stone Mountain, 20 marzo 1988) è un giocatore di football americano statunitense che gioca nel ruolo di wide receiver per gli Atlanta Falcons della National Football League (NFL). Dopo non essere stato scelto nel Draft NFL 2011 firmò coi Falcons. Al college ha giocato a football al Georgia Institute of Technology.

## Carriera professionistica

### Atlanta Falcons
Dopo non essere stato selezionato nel Draft 2011, Cone firmò in qualità di free agent con gli Atlanta Falcons. Nella sua stagione da rookie disputò una sola partita senza far registrare alcuna statistica.

## Vittorie e premi
Nessuno

## Statistiche
| Partite totali             | 5 |
| Partite totali da titolare | 0 |
| Yard su ricezione          | 0 |
| Touchdown su ricezione     | 0 |